# Catar en los Juegos Paralímpicos de Pekín 2008
Catar estuvo representado en los Juegos Paralímpicos de Pekín 2008 por dos deportistas masculinos. El equipo paralímpico catarí no obtuvo ninguna medalla en estos Juegos.